# Igowole
Igowole ist ein Verwaltungsbezirk (englisch Ward) des Distrikts Mufindi in der tansanischen Region Iringa.

## Geografie
Igowole liegt im südlichen Hochland von Tansania etwa 30 Kilometer Luftlinie südwestlich der Distrikthauptstadt Mafinga. Der Bezirk grenzt im Norden an Bumilayinga, im Nordosten an Sao Hill, im Osten an Mninga, im Süden an Kasanga und im Westen an Mtambula, Mbalamaziwa und Nyololo. Bei der Volkszählung 2022 lebten 18.925 Menschen in 5233 Haushalten auf einer Fläche von 255 Quadratkilometern.

## Gliederung
Der Bezirk besteht aus vier Gemeinden (swahili Mtaa) mit 26 Orten (Kitongoji):
| Igowole - Ihanga - Kitonga - Mhamati - Mahaga - Kitamvanga - Muhemi - Pasodzi - Ligu - Kafufu - Ifwagi | Nzivi - Nyalati - Nzivi A - Nzivi B - Kipyanga - Mtwango - Lugalo - Kwaganga | Kisasa - Matalawe - Ng'ang'anwa - Kinega - Suchi | Ibatu - Matelefu - Kanisani - Mangalale - Tagamenda - Kigoha |

## Wirtschaft und Infrastruktur
- Landwirtschaft: Im Bezirk werden rund 4000 Hühner, 3000 Rinder, 1000 Ziegen und 500 Schweine gehalten.[8]
- Bildung: In Igowole liegen zwei weiterführende Schulen.[9] Die Igowole Secondary School ist eine Tages- und Internatsschule bis zur 6. Stufe,[10] die Nzivi Secondary School ist eine Tagesschule mit einer Ausbildung bis zur 4. Stufe.[11]
- Verkehr: Durch den Bezirk verläuft die asphaltierte Nationalstraße T1 von Iringa nach Njombe.[12]

## Sonstiges
Im Waldreservat Ngwasi Forest Reserve liegt der 1953 errichtete Ngwazi Stausee. Der See liegt 1830 Meter über dem Meer in den Udzungwa-Bergen. Um den See leben Buschböcke (Tregalephus scriptus) und Schwarzgesichtige Grüne Meerkatzen (Cercopithecus aethiopicus). Der See ist Lebensraum für mehrere Vogelarten, wie zum Beispiel Rotkehlfrankolin und Bronzeflecktäubchen.